# Stay Awake
Stay Awake ist ein Lied des Rappers Example aus seinem Album Playing in the Shadows. Der von Example geschriebene Song wurde als die zweite Single aus diesem Album am 28. August 2011 veröffentlicht. Das Lied hatte seine Premiere bei BBC Radio 1 'Hottest Record In The World' am 4. Juli 2011. Am 4. September 2011 debütierte die Single direkt auf Platz 1 der britischen Charts.
Example sang das Lied beim V Festival 2011 auf der 4Music Bühne.
Inhaltlich geht es um den Lied um den Kampf gegen Drogenmissbrauch (did we take it too far, take it too far, did we chase the rabbit into wonderland...).

## Musikvideo
Das Musikvideo zu Single Stay Awake wurde am 18. Juli 2011 bei YouTube veröffentlicht. Das Musikvideo dauert 3 Minuten und 30 Sekunden.

## Kritik
Stay Awake wurde von Kritikern hauptsächlich gelobt. Robert Copsey von Digital Spy gab den Lied 4/5 Sternen und erklärte: „its the perfect pick-me-up for those on a post-festival comedown... and a harsh lesson for those who aren’t..“

## Kommerzieller Erfolg

### Chartplatzierungen
| ChartsChartplatzierungen     | Höchstplatzierung | Wochen |
| ---------------------------- | ----------------- | ------ |
| Vereinigtes Königreich (OCC) | 1 (10 Wo.)        | 10     |

| ChartsJahrescharts (2011)    | Platzierung |
| ---------------------------- | ----------- |
| Vereinigtes Königreich (OCC) | 96          |

### Auszeichnungen für Musikverkäufe
| Land/Region                  | Auszeichnungen für Musikverkäufe (Land/Region, Auszeichnung, Verkäufe) | Verkäufe |
| ---------------------------- | ---------------------------------------------------------------------- | -------- |
| Vereinigtes Königreich (BPI) | Silber                                                                 | 200.000  |
| Insgesamt                    | 1× Silber ·                                                            | 200.000  |